# Chrysochloa hubbardiana
Chrysochloa hubbardiana är en gräsart som beskrevs av Jacques Nicolas Ernest Germain de Saint-Pierre och Risop. Chrysochloa hubbardiana ingår i släktet Chrysochloa och familjen gräs. Inga underarter finns listade i Catalogue of Life.